# The Broken Melody
The Broken Melody é um filme de romance britânico de 1929, dirigido por Fred Paul e estrelado por Georges Galli, Andrée Sacré e Enid Stamp-Taylor.

## Biblioteca
- Low, Rachael. History of the British Film, 1918-1929. George Allen & Unwin, 1971.